# Catedral de Freiberg
La catedral de Freiberg o catedral de Santa María (en alemán: Dom St. Marien) es una antigua iglesia de Alemania de origen medieval que hoy es la principal iglesia evangélica-luterana de la Iglesia Evangélica-Luterana de Sajonia de la ciudad de Freiberg, en Sajonia. El término dom, una sinécdoque alemana utilizada tanto para las iglesias colegiatas como para las catedrales, se traduce en general como catedral al español, aunque esta iglesia  no fue ni ha sido nunca una catedral (sede de un obispo), solamente una iglesia colegiata.
La iglesia es el panteón de varios electores de Sajonia proestantes y su familia de la casa de Wettin.

## Historia

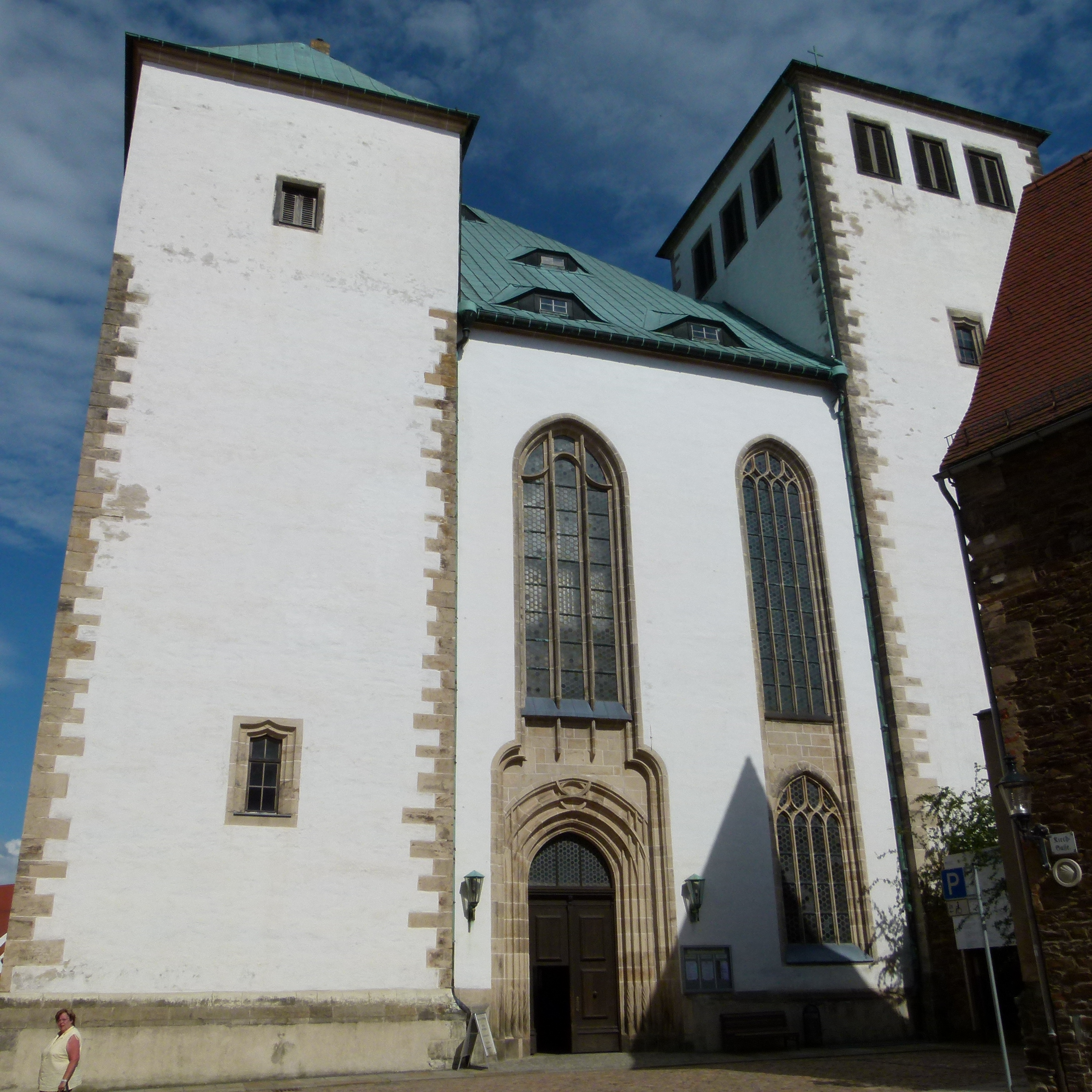
Entrada a la catedral de Freiberg

Alrededor de 1180, se construyó en el mismo lugar que ahora ocupa la catedral la basílica "de Nuestra Señora" en estilo románico, dado que Freiberg se estaba desarrollando rápidamente debido a los yacimientos de plata que se habían encontrado recientemente en las montes Metálicos. Dos obras importantes de arte que aún se conservan se agregaron muy temprano: el grupo de crucifixión (Triumphkreuzgruppe) (de alrededor de 1225) y la puerta Dorada (Goldene Pforte). En 1480, el papa Sixto IV elevó la iglesia a colegiata, lo que le valió a la iglesia la denominación de Dom, en alemán, que se utiliza para las iglesias colegiales y las catedrales. Sin embargo, el cabildo canónico se disolvió después de solo 57 años debido a la Reforma protestante en el Electorado de Sajonia.
En el gran incendio de 1484, la iglesia fue destruida casi por completo, aunque se conservaron el grupo de la Crucifixión, la puerta Dorada y partes del coro. Fue completamente reconstruida entre 1484 y 1512 en estilo gótico, diseñada por los hermanos Johann y Bartholomäus Falkenwalt. Ellos concibieron el edificio actual, una iglesia de salón de estilo gótico, con una planta basílica dividida en tres naves por delgados pilares octagonales, que sostienen hermosas bóvedas de crucería. A lo largo de las naves laterales corre un balconada con una hermosa balaustrada gótica en piedra perforada y apoyada en arcos rebajados.
Una característica destacable son los dos púlpitos adyacentes a la nave central: el Tulpenkanzel (púlpito del Tulipán), aislado, creado en 1505 por el escultor Master H.W. de un tipo de toba riolítica ligera de Chemnitz-Hilbersdorf y el Bergmannkanzel (púlpito de los Mineros) de 1638 creado por Hans Fritzsche en una piedra arenisca sajona.

## Interior

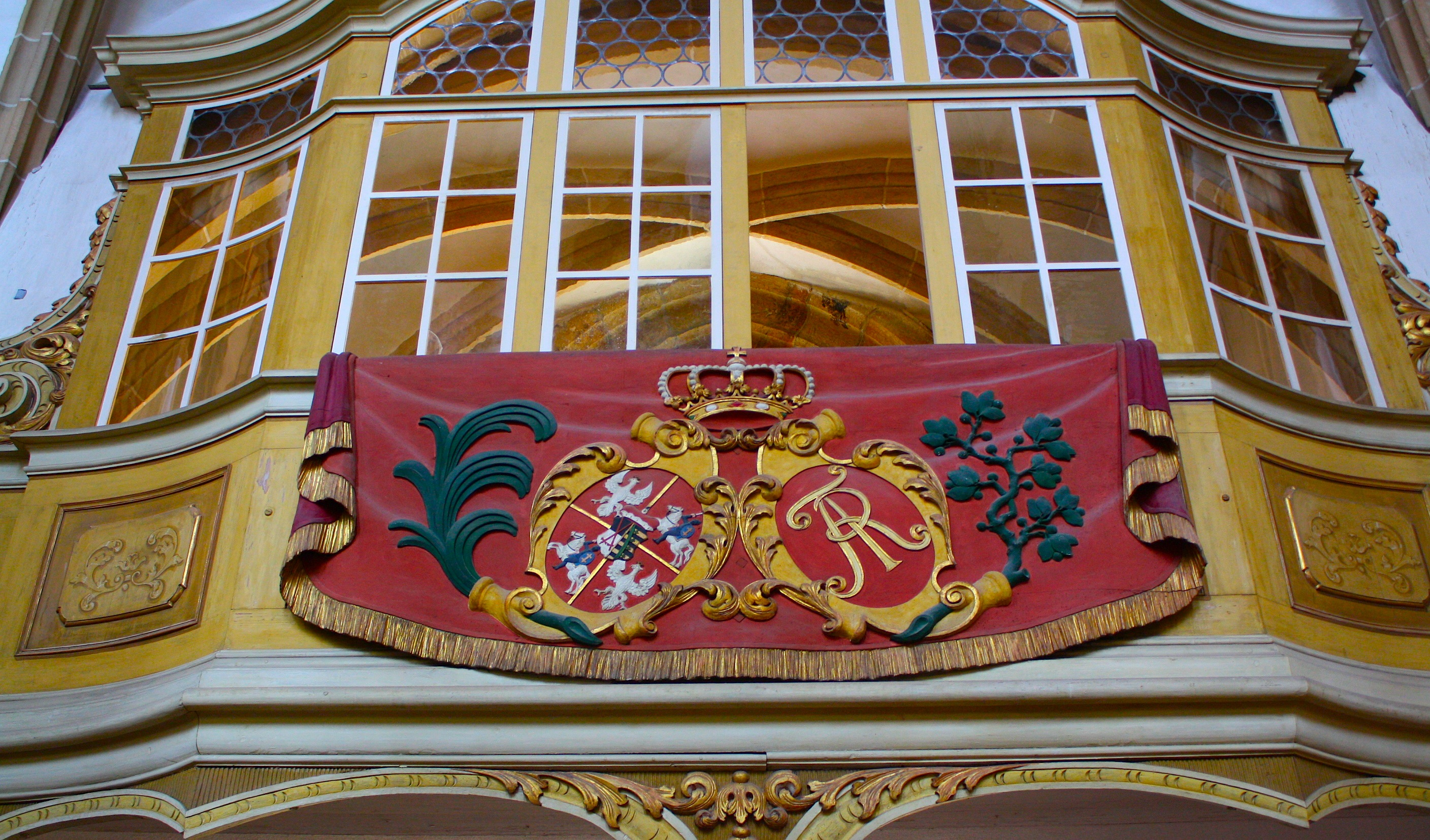
El palco electoral del rey polaco Augusto II el Fuerte

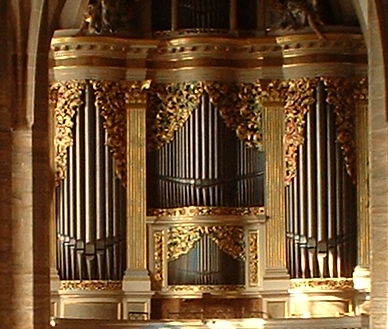
Órgano de Gottfried Silbermann

Entre 1541 y la conversión al catolicismo de Augusto II el Fuerte, nueve gobernantes de Sajonia fueron enterrados en el coro de la catedral. La madre de Augusto y su hermana están enterradas en la cripta de las hermanas en la capilla de Todos los Santos. Su tumba, creada por el escultor barroco sajón Balthasar Permoser, había estado situada originalmente en el monasterio de Lichtenburg en Prettin, pero fue trasladada a Freiberg en 1811. Otra característica notable es el monumento en honor a Mauricio, elector de Sajonia, quien también está enterrado en el catedral.
Varios bronces monumentales forman el piso del coro. Las paredes están decoradas con una gran cantidad de epitafios y esculturas de la casa ducal. El diseño del techo es una combinación de pintura y escultura en el estilo del manierismo italiano. La transición entre los muros y el techo está formada por una multitud de ángeles musicales situados sobre el borde superior de la arquitectura de los epitafios. El análisis ha mostrado que los instrumentos utilizados fueron instrumentos reales del Renacimiento o excelentes imitaciones. Esto fue muy útil, ya que no se conservan otros instrumentos de esa época. Esos hallazgos fueron examinados en Leipzig y se construyeron réplicas. Incluso las imitaciones fueron lo suficientemente detalladas como para servir modelo para las réplicas, y esas representaciones de los instrumentos fueron relevantes para permitir la reproducción del sonido típico de una orquesta de la época.
Una atracción especial para los entusiastas de los órganos es el gran órgano de Gottfried Silbermann con sus tres manuales, 44 paradas de órganos y 2574 tubos de órganos. Enfrente se encuentra otro órgano Silbermann, más pequeño, que también es un excelente instrumento.
La catedral tiene seis campanas de iglesia, cuatro de las cuales son de la famosa casa de fundición Hilliger. La más pesada de las campanas es la Große Susanne, de 5 toneladas.
La puerta Dorada es un portal románico tardío de arco y piedra arenisca localizado en el lado sur de la catedral, adornado por esculturas y columnas ricamente ornamentadas que originalmente estaban ricamente coloreadas. Para proteger la puerta de las influencias ambientales, se construyó una extensión en 1902/1903.
La catedral todavía se utiliza para los servicios de la congregación. Se puede visitar diariamente con el pago de una tarifa en visitas guiadas.

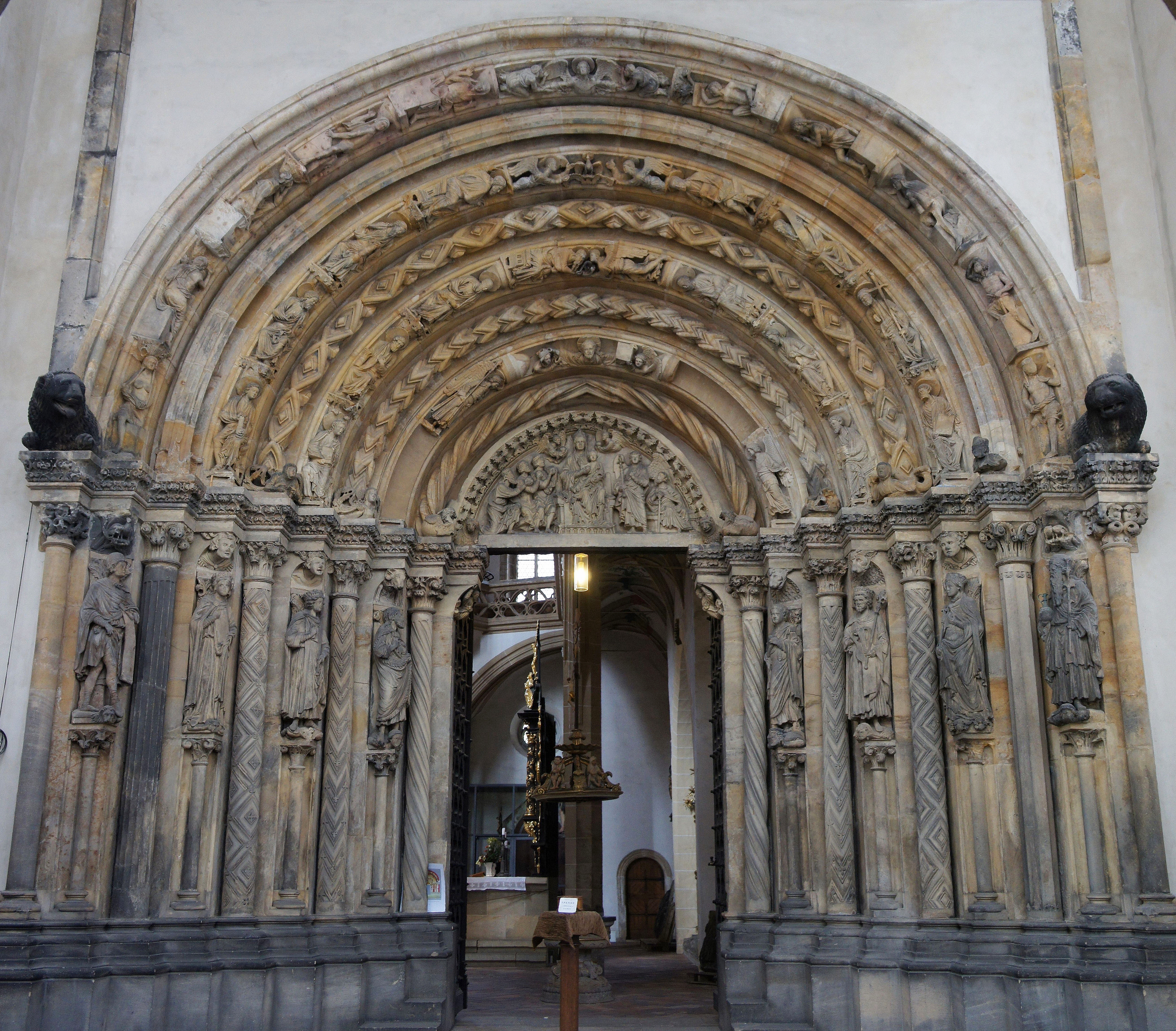
La Porta d'Oro
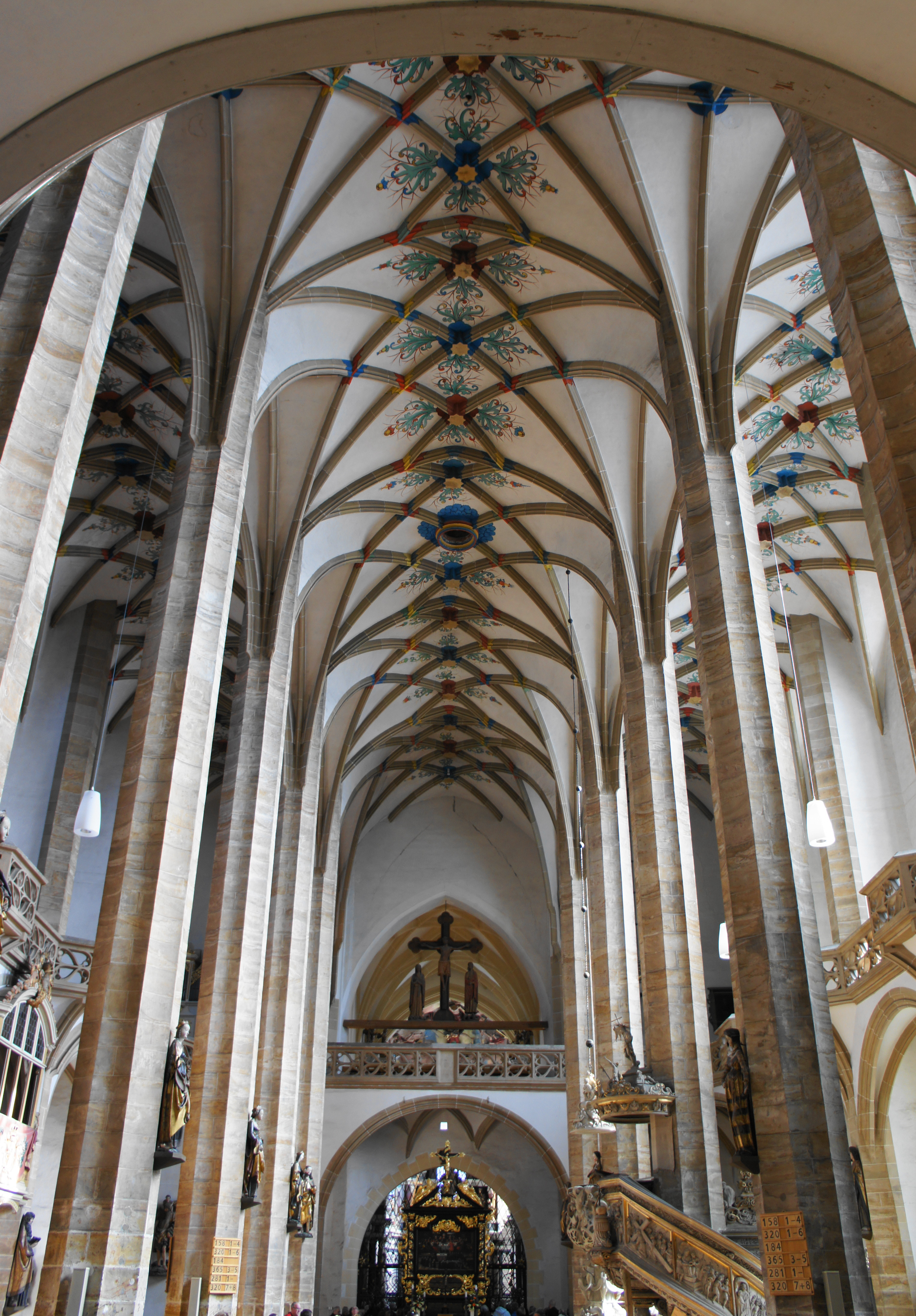
Vista del interior.
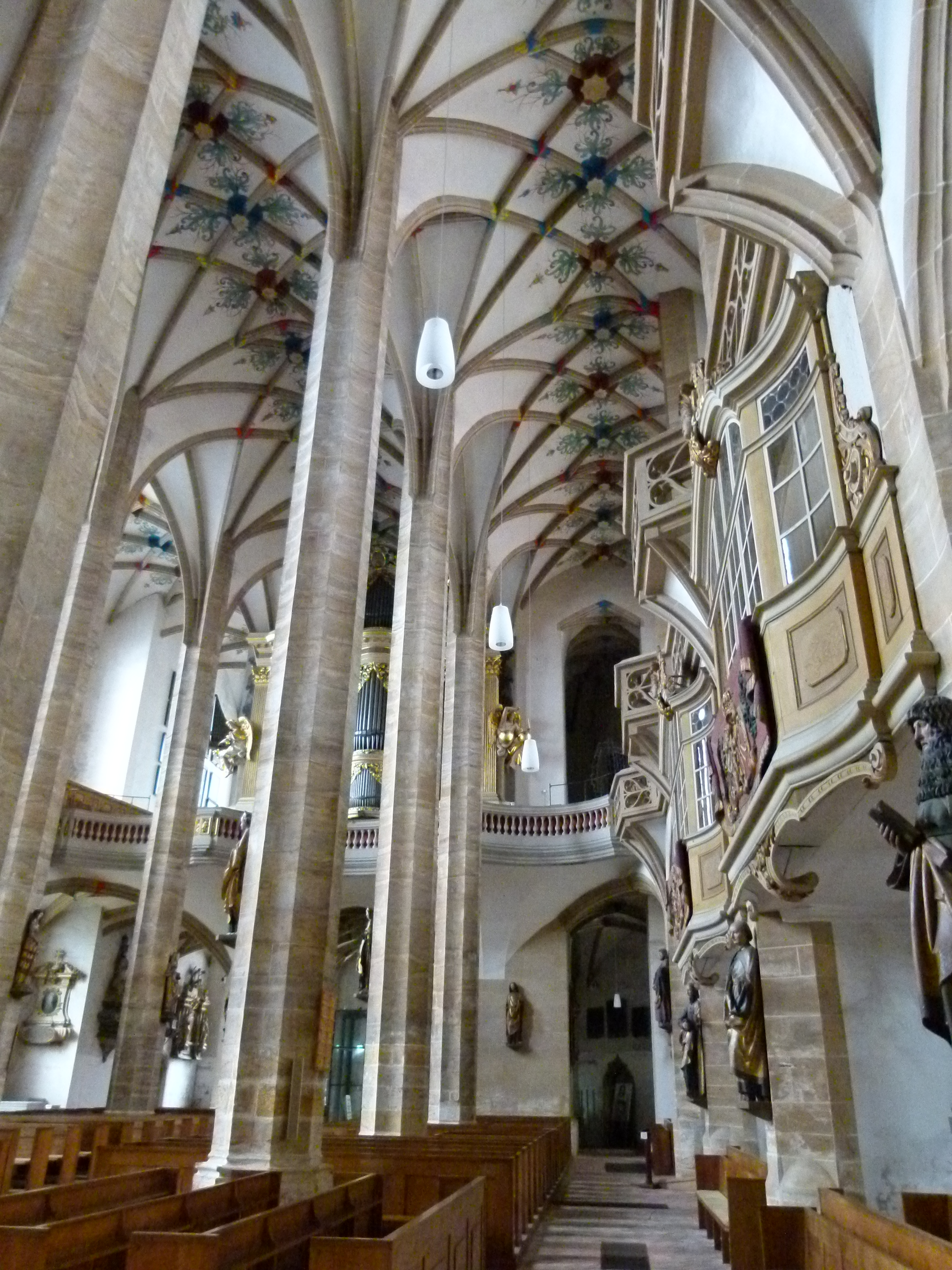
Vista de la nave lateral
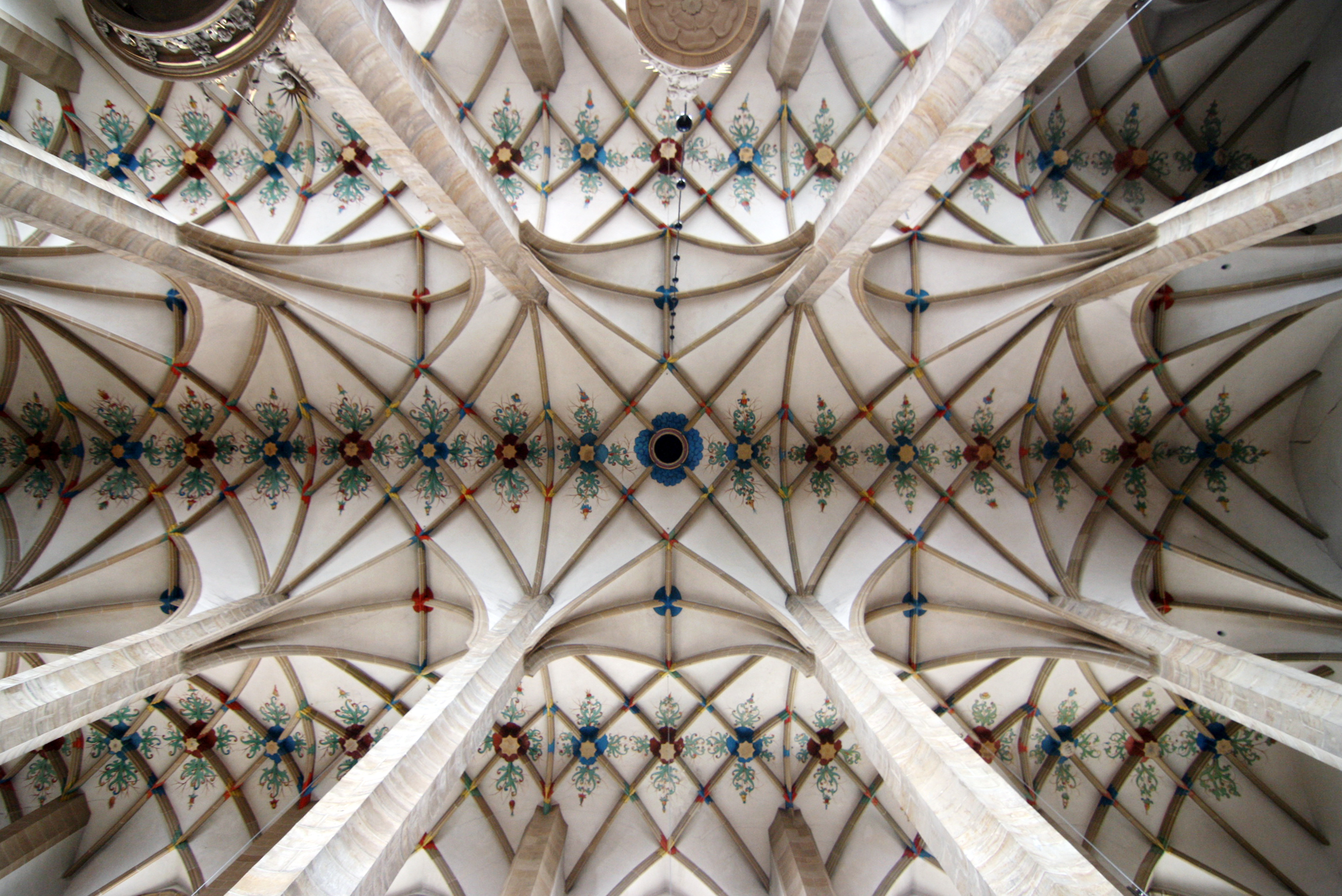
La bóveda reticulada
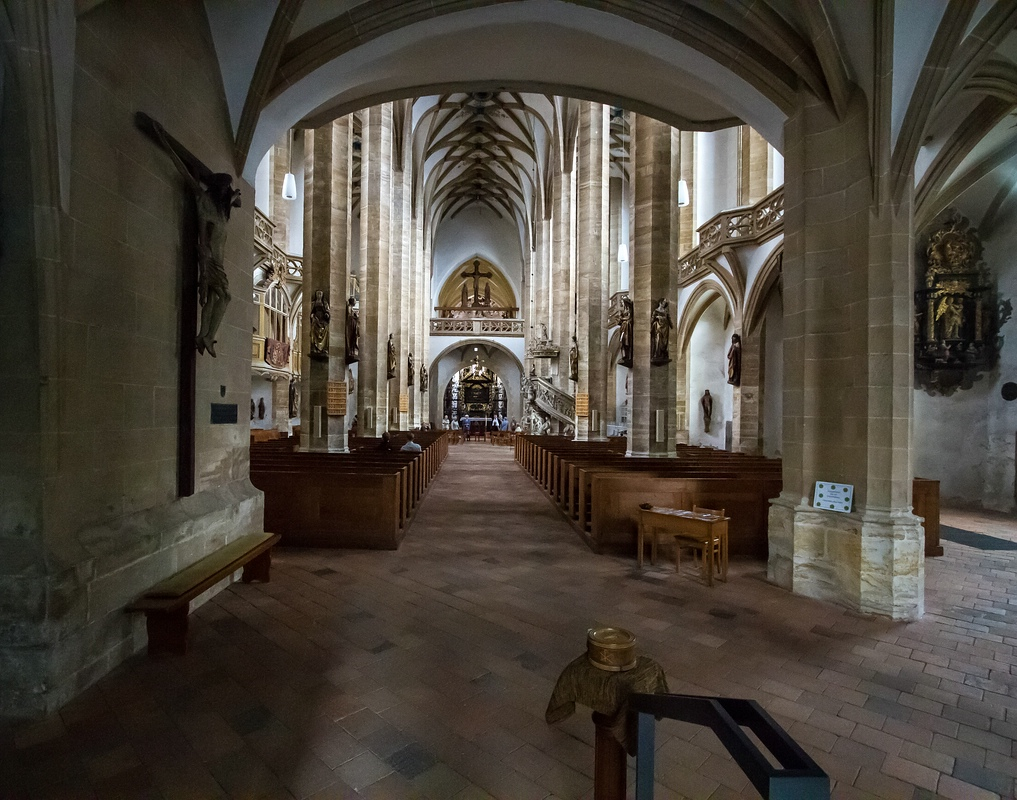
Vista de la entrada

### Obras de arte

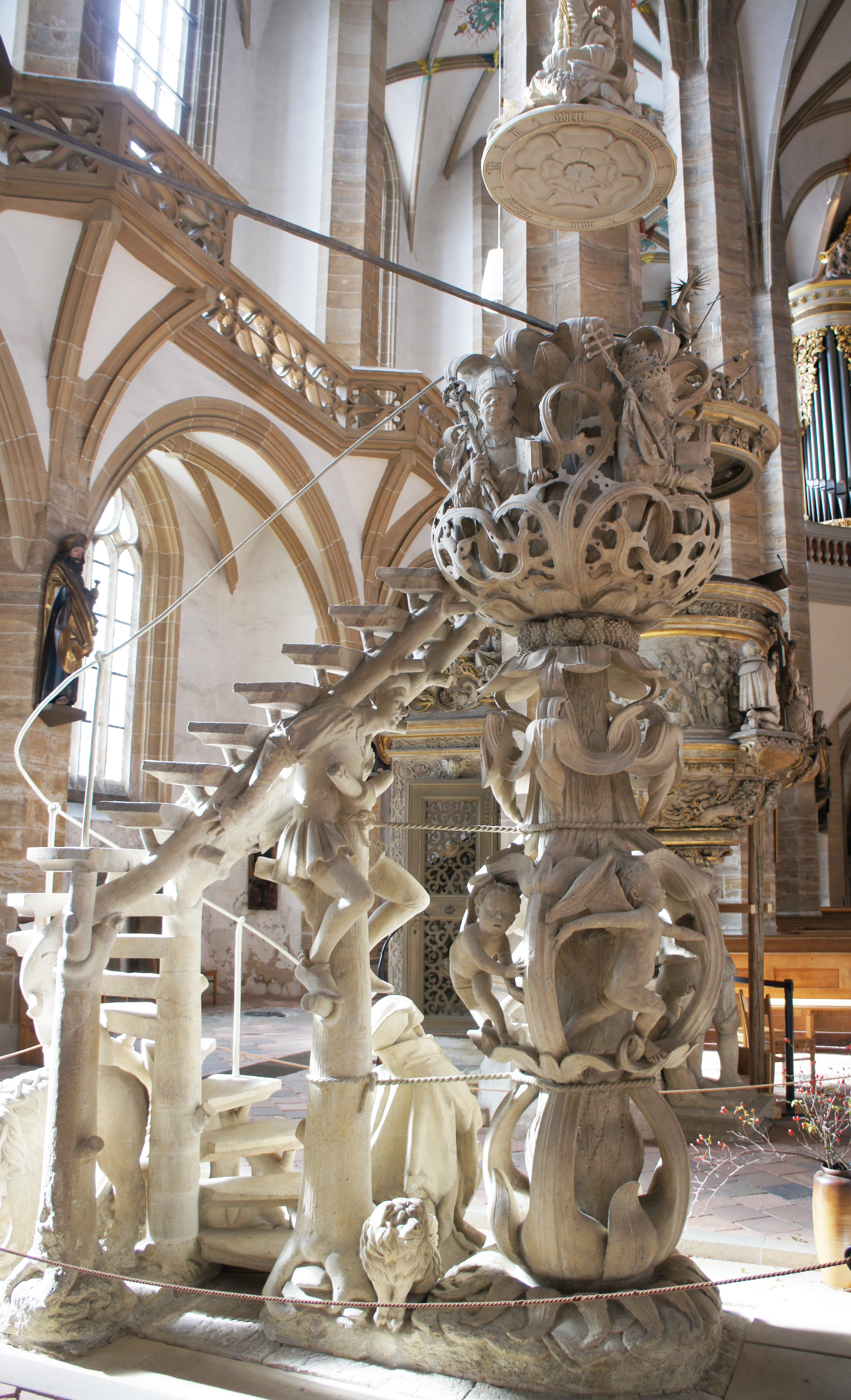
el Pulpito del Tulipan, obra maestra de la escultura tardogótica.

La iglesia alberga numerosas obras de arte, entre otras: 
- El Triumphkreuzgruppe, "Grupo del Triunfo de la Cruz", ubicado sobre el arco de acceso al coro, se remonta a alrededor de 1225 y proviene de la iglesia precedente.
- La Goldene Pforte, la "puerta Dorada", una obra maestra de la escultura románica germánica, ejecutada alrededor de 1230. También es un resto de la iglesia precedente.
- El Tulpenkanzel, "púlpito del Tulipan", atribuido a Hans Witten de Colonia, fue realizado entre 1505 y 1510 y es una verdadera obra maestra de la escultura gótica tardía. La particularidad es que no está apoyado en una pared o pilastra y parece que esta obra maestra, en toba de Hilbersdorf, aparece desde el suelo como un cáliz con cuatro tallos.
- el "cenotafio del príncipe Maurcio", en el centro del coro se encuentra este magnífico mausoleo renacentista, construido en 1563, en mármoles policromados de Bélgica;
- el Bergmannkanzel, "púlpito del Minero", obra de 1638 de Hans Fritzsche, es sostenido por mineros.
- "Gran órgano", en contrafachada se impone este trabajo realizado por Gottfried Silbermann entre 1711 y 1714.

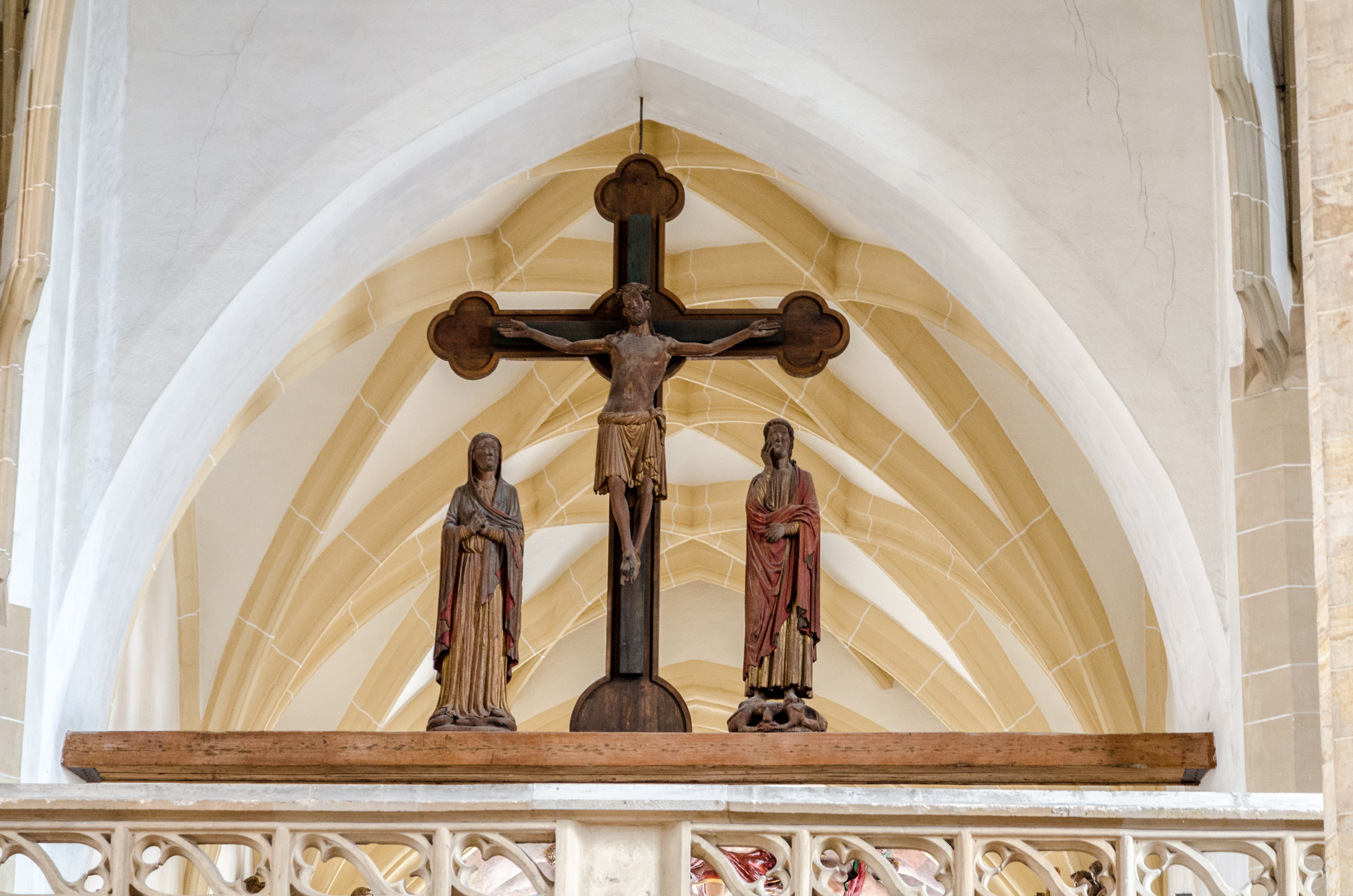
Grupo del Triunfo de la Cruz
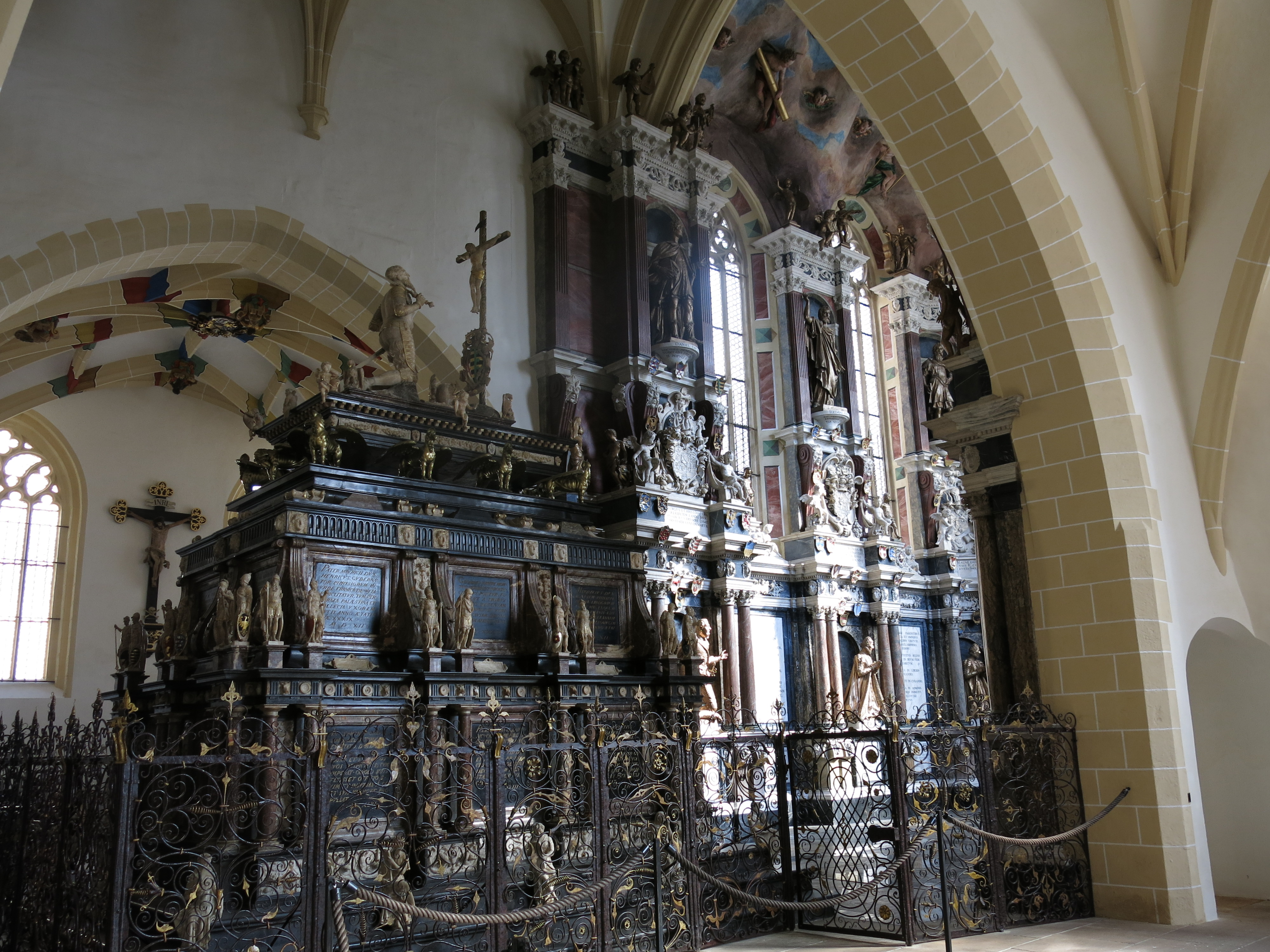
Mausoleo del príncipe Moritz
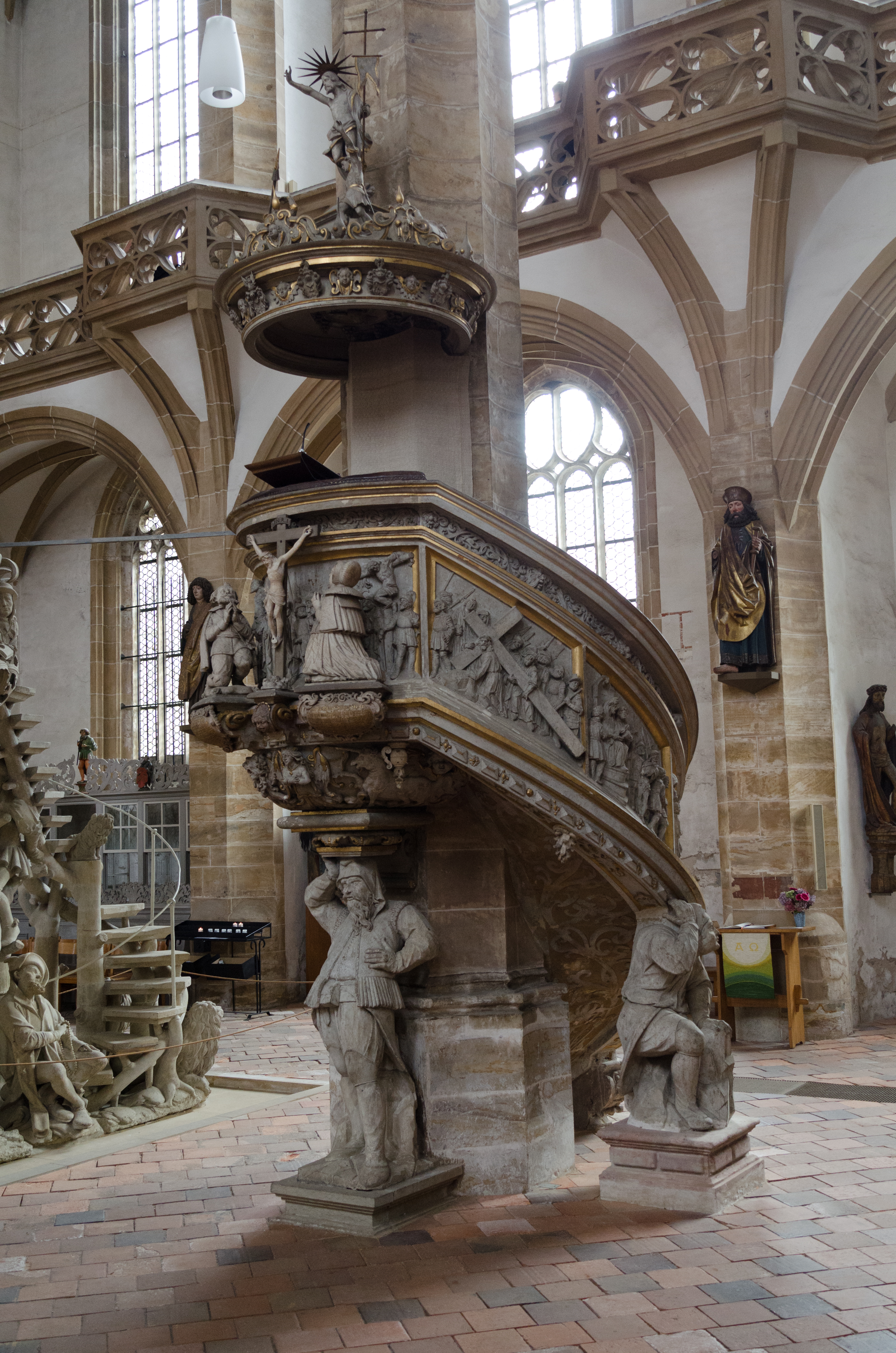
El púlpito de los mineros
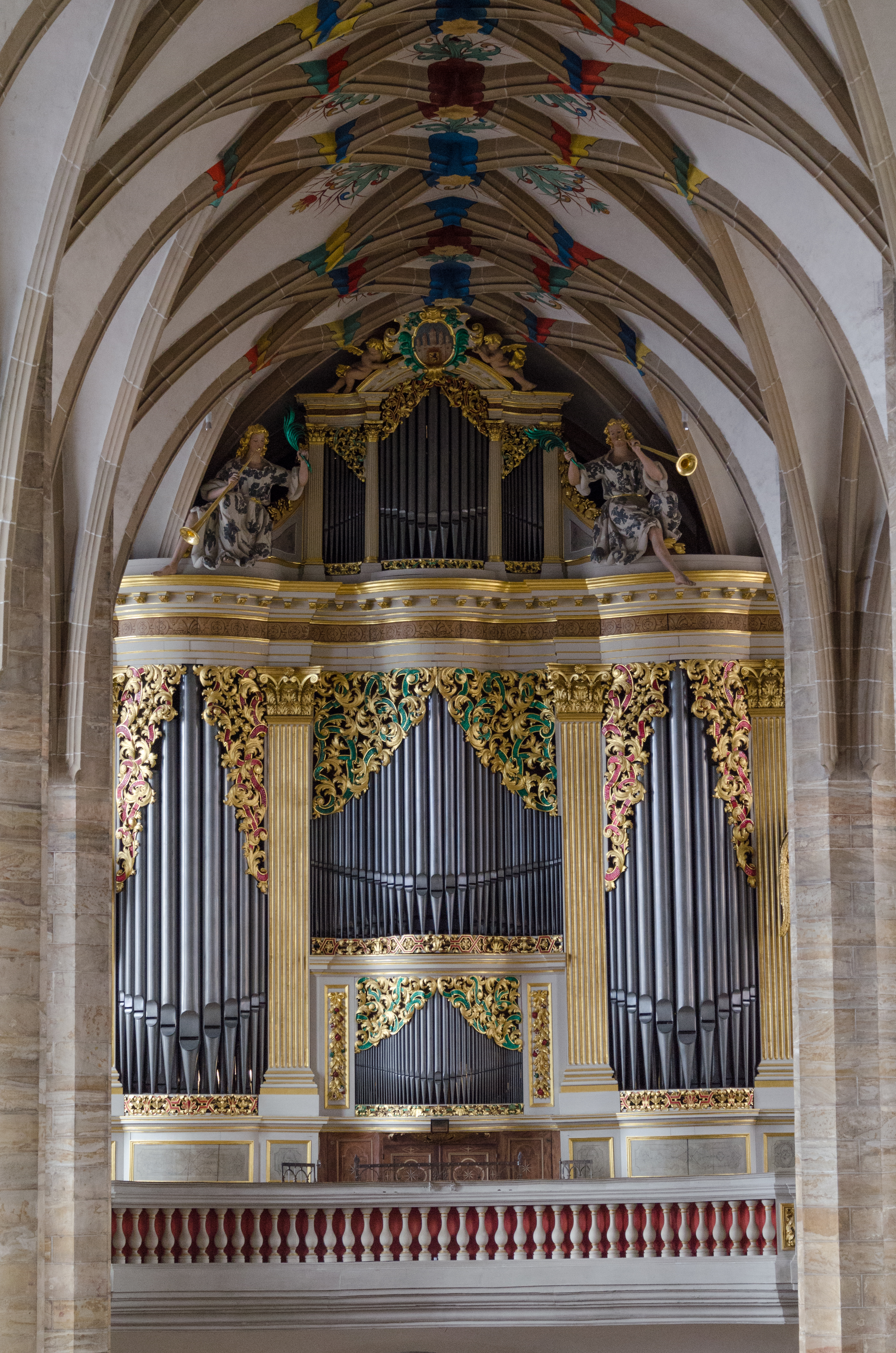
El órgano Silbermann

#### El coro

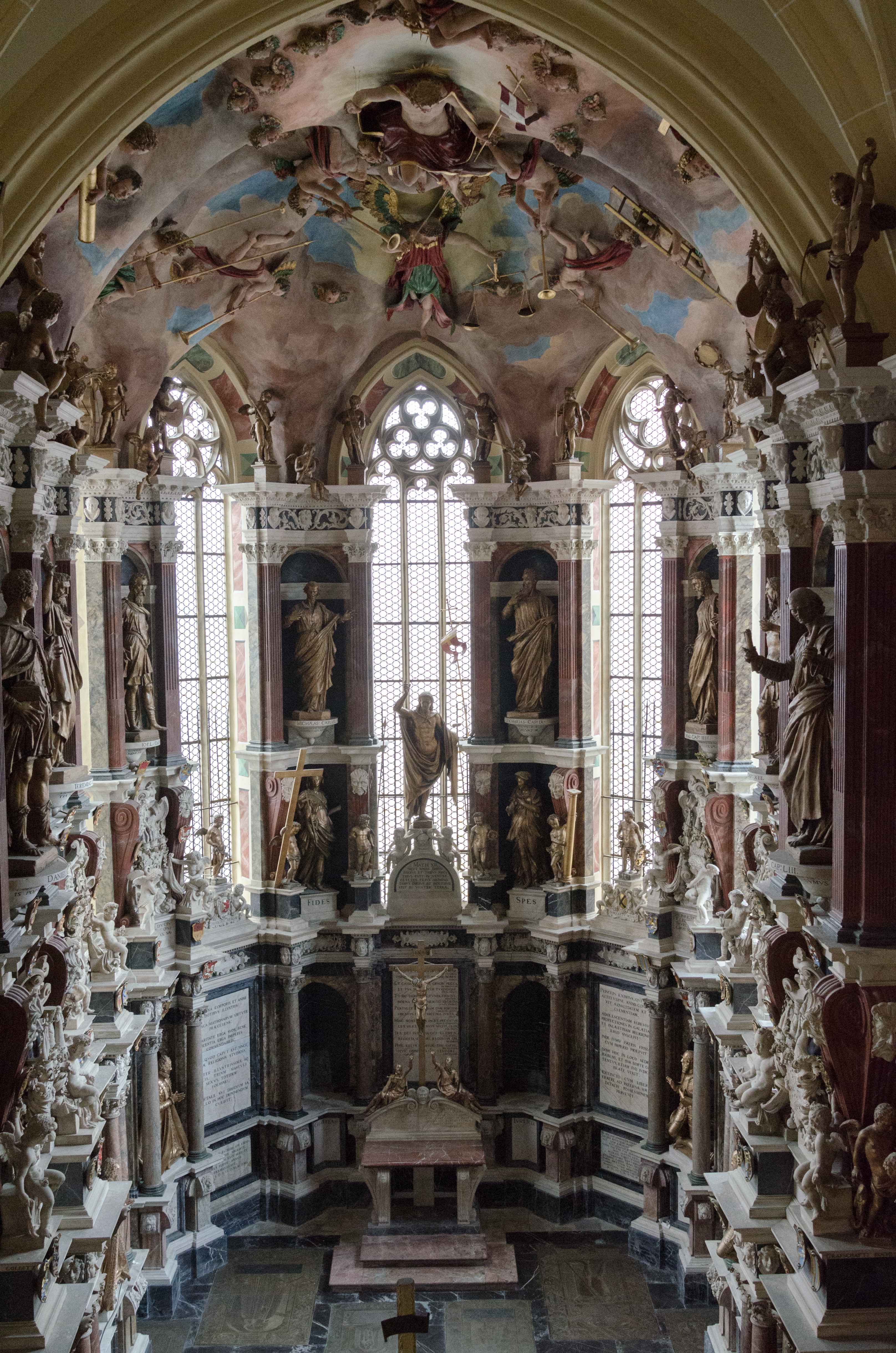
El coro (Grafkapel)

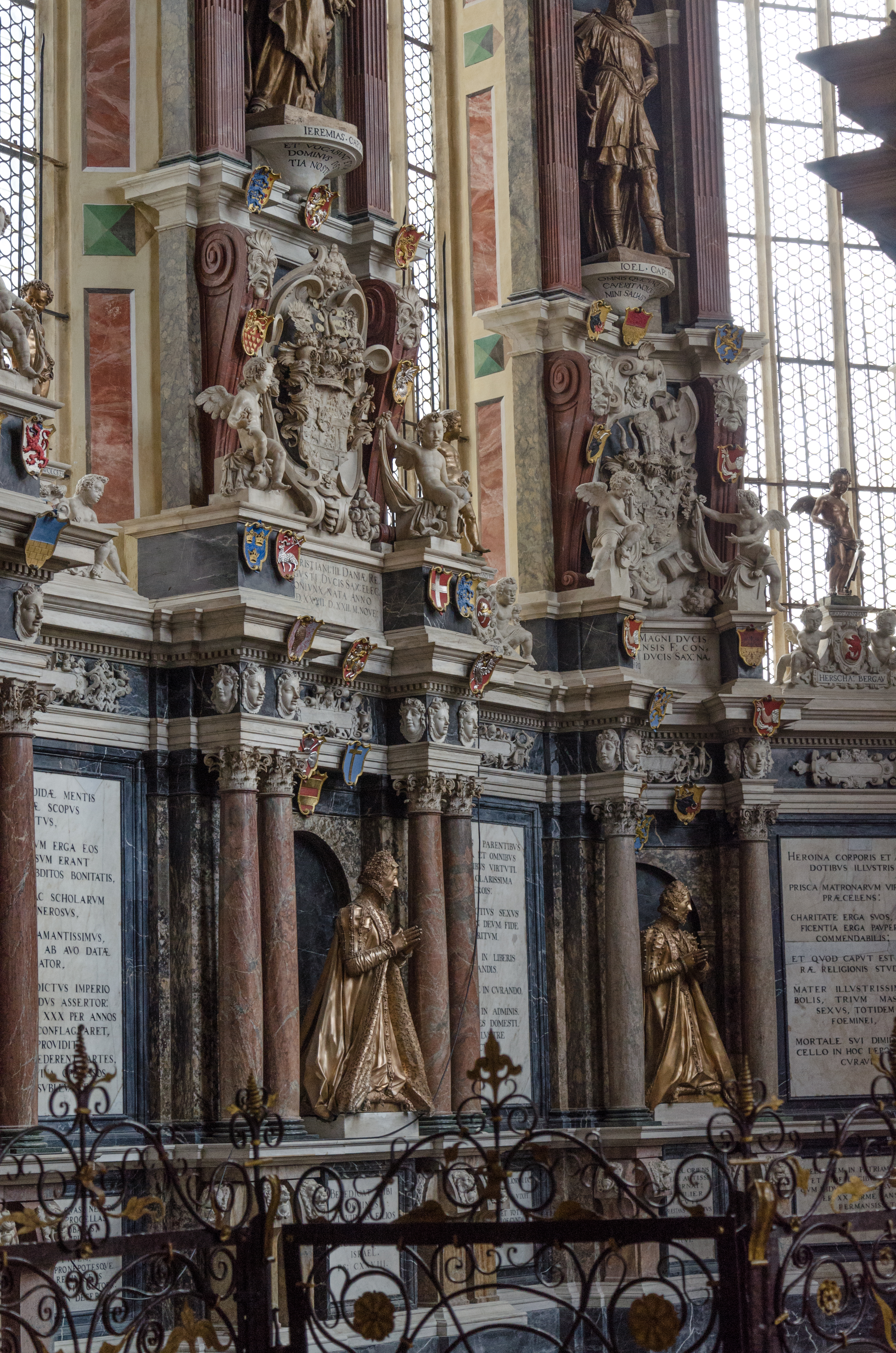
Detalle del coro

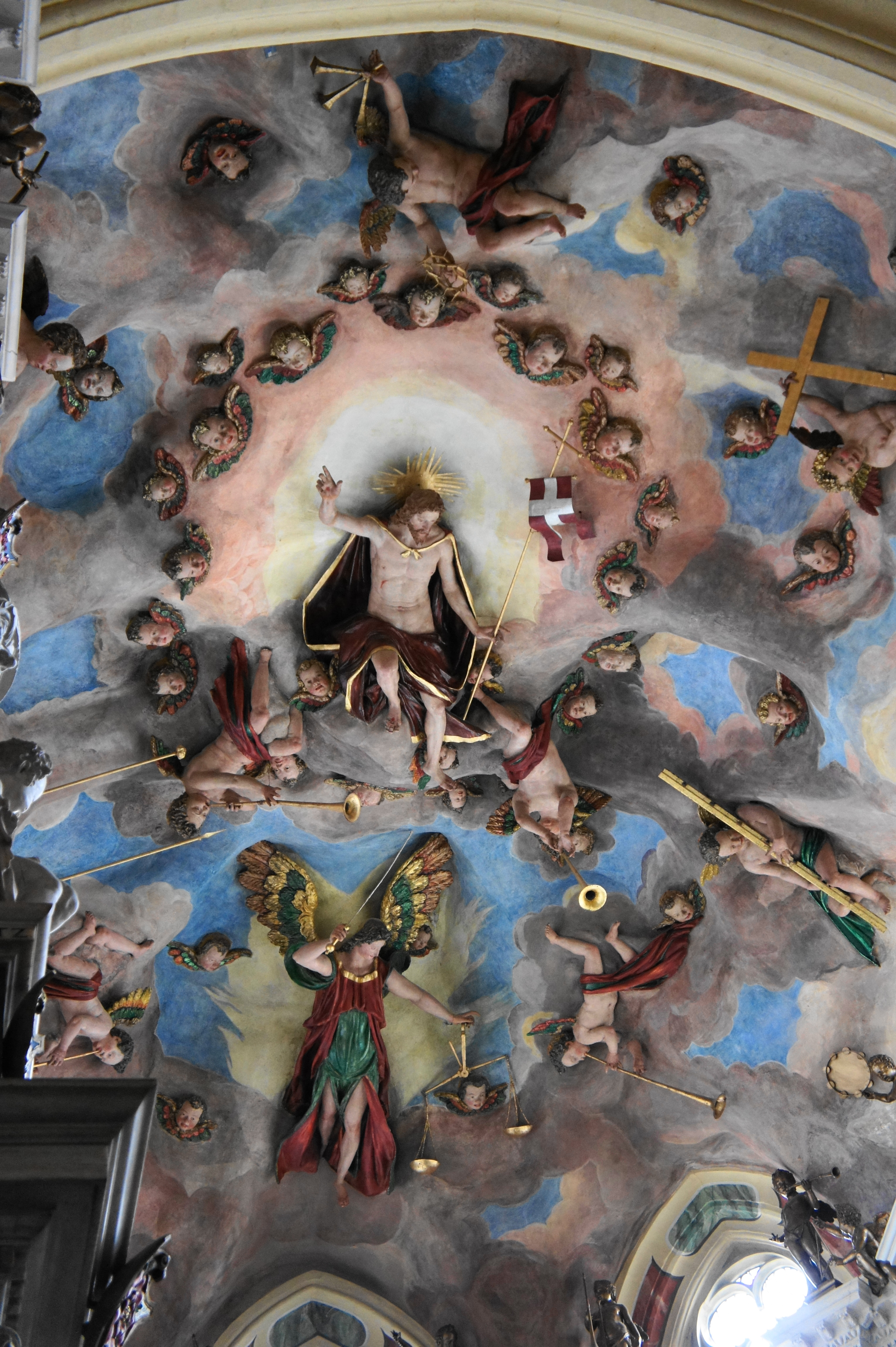
Juicio Final en el coro

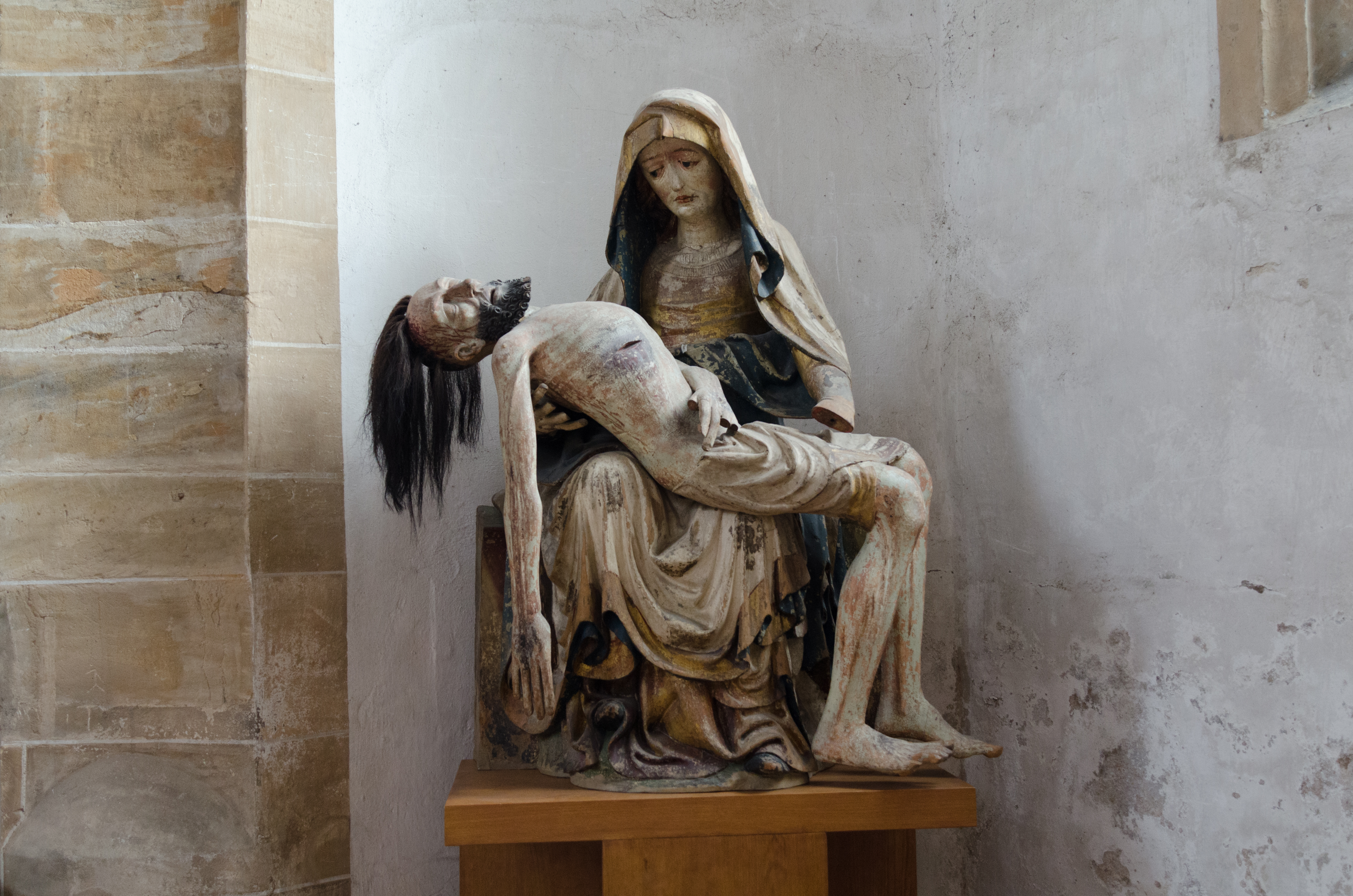
Piedad

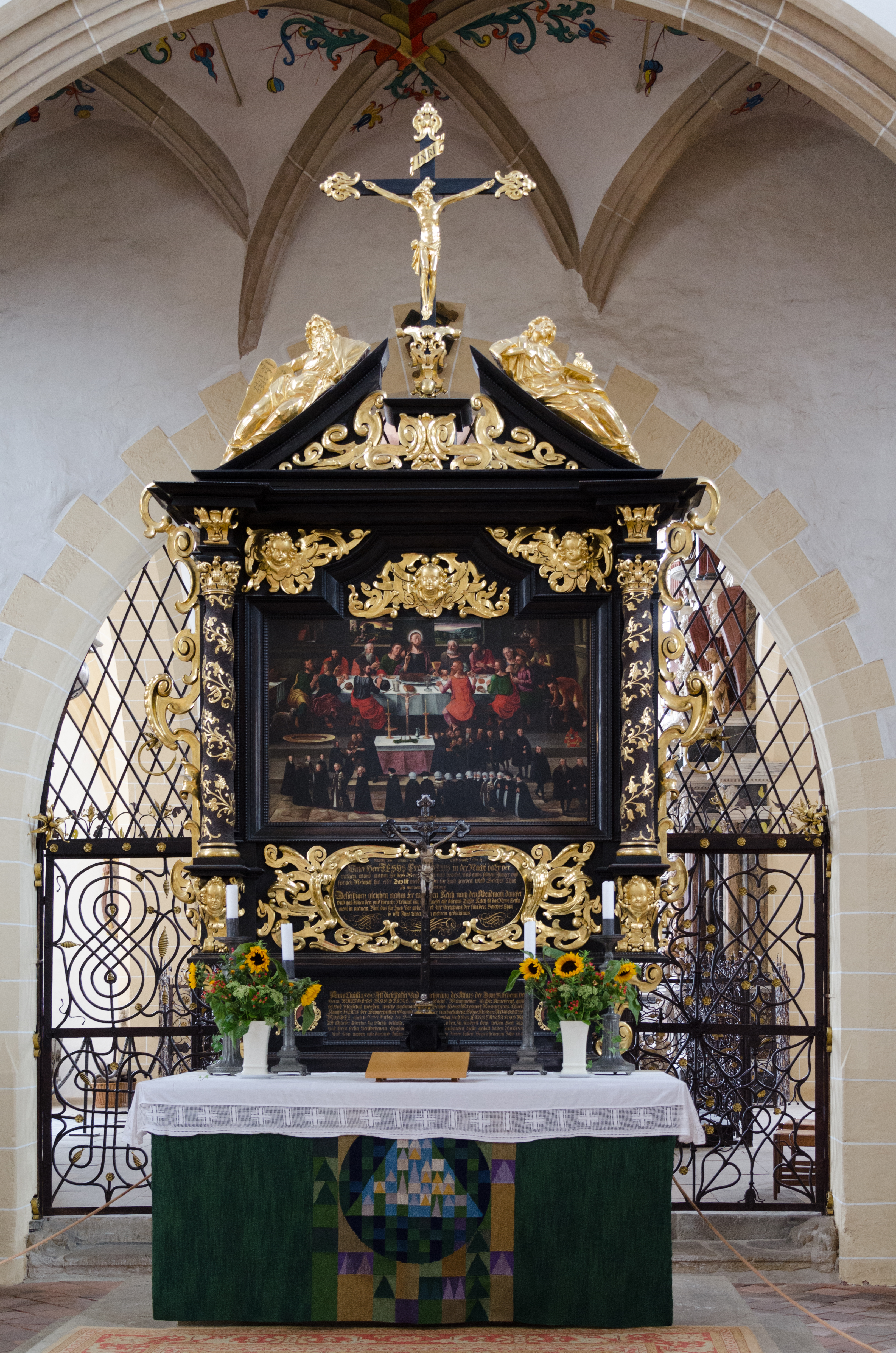
Altar

El coro funciona desde 1541 como capilla funeraria de hasta nueve príncipes protestantes sajones y sus familiares de la Casa de Wettin. Terminó con la conversión de Augusto el Fuerte a la fe católica. Fue decorado profusamente según los cánones del manierismo italiano por Giuseppe Maria Nosseni, entre 1585 y 1594. En el piso del coro hay numerosas placas de bronce de tumbas, mientras que en las paredes hay una serie de epitafios coronados por otros niveles con edículos con estatuas de bronce de los Wettin entre una multitud de ángeles musicales. Los bronces son todos obra del florentino C. de Cesare que los ejecutó en 1594. En la bóveda hay un espectacular Juicio Final de estucos y frescos.
La transición entre las paredes y el techo está formada por 34 ángeles músicos que tañen instrumentos en el borde más alto de la arquitectura de los epitafios. La investigación ha demostrado que los instrumentos en manos de los ángeles eran originalmente instrumentos reales y muy buenas copias, respectivamente. Ninguno de estos instrumentos, sin embargo, se conservaron, pero con la ayuda de esos restos, se realizó una investigación y se reconstruyeron en el Museo de Instrumentos Musicales de la Universidad de Leipzig.
En la catedral, entre otras, descansan las siguientes personas:
- Enrique de Sajonia (1473-1541);
- Catalina de Mecklemburgo (1487-1561);
- Sidonia de Sajonia (1518-1575);
- Mauricio de Sajonia (1521-1553);

- Alberto de Sajonia (1545-1546), hijo del elector Mauricio de Sajonia;

- Augusto de Sajonia (1526-1586);

- Ana van Dinamarca (1532-1585), esposa del elector Augusto de Sajonia;

- Eleonor de Sajonia (1551-1553), hija del elector Augusto de Sajonia
- Alejandro de Sajonia (1554-1565), hijo del elector Augusto de Sajonia;
- Magnus de Sajonia (1555-1558), hijo del elector Augusto de Sajonia;
- Joachim de Sajonia (*/† 1557), hijo del elector Augusto de Sajonia;
- Hector de Sajonia (1558-1560), hijo del elector Augusto de Sajonia;
- María de Sajonia (1562-1566), hija del elector Augusto de Sajonia;
- Amalia de Sajonia (*/† 1565), hija del elector Augusto de Sajonia;
- Ana de Sajonia (1567-1613), hija del elector Augusto de Sajonia;
- Augusto de Sajonia (1569-1570), hijo del elector Augusto de Sajonia;
- Adolfo de Sajonia (1571-1572), hijo del elector Augusto de Sajonia;
- Federico de Sajonia (1575-1577), hijo del elector Augusto de Sajonia;

- Cristián I de Sajonia (1560-1591);

- Sofía de Brandeburgo (1568-1622), esposa del elector Cristián I de Sajonia;

- Ana Sabina de Sajonia (*/† 1586), hija del elector Cristián I de Sajonia;
- Isabel de Sajonia (1588-1589), hija del elector Cristián I de Sajonia;
- Augusto de Sajonia (1589-1615), hijo del elector Cristián I de Sajonia, administrador de Naumburg;
- Dorotea de Sajonia, (1591-1617), hija del elector Cristián I de Sajonia, abadesa de Quedlinburg;

- Cristián II de Sajonia (1583-1611), elector de Sajonia;

- Eduviges de Dinamarca (1581−1641), esposa del elector Cristián II de Sajonia;

- Juan Jorge I de Sajonia (1585-1656), elector de Sajonia;

- Sibylla Elisabeth van Württemberg (1584-1606), 1.ª esposa del elector Juan Jorge I de Sajonia;
- Magdalena Sibila de Sajonia (1586-1659), esposa del margrave Albrecht Frederik van Pruisen, 2.ª esposa del elector Juan Jorge I de Sajonia:

- Cristián Alberto de Sajonia (*/† 1612), (hijo del elector Juan Jorge I de Sajonia);
- Hendrik de Sajonia (*/† 1622), (hijo del elector Juan Jorge I de Sajonia);

- Juan Jorge II de Sajonia (1613-1680), elector de Sajonia;

- Magdalena Sibila de Brandeburgo-Bayreuth (1612-1687), esposa de Juan Jorge II de Sajonia;

- Sibila María de Sajonia (1642-1643), hija del elector Juan Jorge II de Sajonia;

- Juan Jorge III de Sajonia (1647-1691), elector de Sajonia;

- Ana Sofía de Dinamarca, esposa del elector Juan Jorge III de Sajonia;

- Guillermina Ernestina de Dinamarca (1650-1706), hermana de Ana Sofía de Dinamarca esposa viuda del elector Carlos II del Palatinado;

- Juan Jorge IV de Sajonia (1668-1694), elector de Sajonia;

- Eleonora Erdmuthe Louisa de Sajonia-Eisenach (1662–1696) hija del elector Johan Georg I de Sajonia-Eisenach, esposa del elector Juan Jorge IV de Sajonia;

- Sofía Hedwig de Sleeswijk-Holstein-Sonderburg-Glücksburg (1630-1652), hija de Filips van Sleeswijk-Holstein-Sonderburg-Glücksburg, casado con Mauricio de Sajonia-Zeitz;

- Johan Filips de Sajonia-Zeitz (1651−1652), hijo del duque Mauricio de Sajonia-Zeitz con Sofía Hedwig de Sleeswijk-Holstein-Sonderburg-Glücksburg;
- Mauricio de Sajonia-Zeitz (1652−1653), hijo del duque Mauricio de Sajonia-Zeitz con Sofía Hedwig de Sleeswijk-Holstein-Sonderburg-Glücksburg;

- Zofia Agnieszka Radziwiłł (1618-1637), hija del noble polaco-lituano Janus I Radziwil con Isabel Sofía de Brandemburgo